# Gyromancie
La gyromancie est une méthode de divination qui se pratique en tournant rapidement sur soi-même au centre d'un cercle portant des lettres tracées au hasard sur sa circonférence. 
Les prédictions de la gyromancie se déduisent des mots formés par l'assemblage des lettres sur lesquelles le consultant finit par tomber étourdi.
Le mot provient du latin médiéval gyromantia provenant lui-même des mots grecs γῦρος (gŷros), « cercle », et μαντεία (mantéia), « divination ».